# Glomeroides boneti
Glomeroides boneti är en mångfotingart som först beskrevs av Chamberlin 1943.  Glomeroides boneti ingår i släktet Glomeroides och familjen klotdubbelfotingar. Inga underarter finns listade i Catalogue of Life.